# Syzygium purpureum
Syzygium purpureum là một loài thực vật thuộc họ Myrtaceae. Đây là loài đặc hữu của Fiji.